# Ekološki pokret
Globalni ekološki pokret je pokret zasnovan na zaštiti životne sredine i jedan je od nekoliko novih društvenih pokreta koji se pojavili 1960-ih. Njegov nastanak i razvoj je podstaknut sve rasprostranjenijom svešću o ekološkoj krizi naše planete.

## Pozadina
Briga o uticaju čoveka na životnu sredinu, kao što su aktivnosti zagađenja vode i zemlje potiče iz biblijskih vremena. Međutim, prva masovna, javna i organizovana briga javlja se tokom 19. veka u vreme industrijske revolucije. U to vreme su zagovornici političkih nastojanja pod imenom liberalizam, nastojali da se zaštitom životne sredine kao jednom od socijalnih tema, bavi isključivo država, a ne privredni sektor.
Gifford Pinchot (1865–1946), prvi šef servisa za šume u SAD, je razvio ranu filozofiju gazdovanja resursima. Otprilike u isto vreme u SAD prvi biocentrični pristup razvijaju John Muir (1838–1914) osnivač Sijera kluba i Aldo Leopold (1887–1948) professor za gazdovanje zaštićenim predelima divljine, koji je predstavio i prvu knjigu etike prema zemlji, tvrdeći da se ljudi trebaju promeniti iz osvajača zemlje u građanina zemlje. Njegova sabrana dela posthumno su objavljena 1949. godine i imala su jak uticaj na razvoj budućeg biocentričnog pokreta.
Krajem 19. veka i sredinom 20. veka građani srednje klase i strukovna naučna tela izražavaju javno stavove zabrinutosti za životnu sredinu, njeno očuvanje, zaštitu divljih predela i vrsta, zabrinutost za zagađenje i urbanizaciju.

## Razvoj
Početkom 1960-tih ekološka stanovišta su dobila politički izraz kroz uspostavljanje „Zelenih“ pokreta aktivista u ekološkim nevladinim organizacijama i ekološkim političkim partijama. Uprkos brojnosti i raznovrsnosti organizacija, pokreta i stranaka, četiri glavna stava su postale vodilje ekološkog pokreta: 
- zaštita životne sredine,
- neposredna demokratija,
- socijalna jednakost i
- nenasilje.

Rane strategije ekološkog pokreta bile su zatvorene i koristile su proteste i direktne akcije, kao vid skretanja pažnje i kao smetnju preduzimanju aktivnosti štetnih po prirodu. Novije strategije koriste obrazovanje javnosti, medijske kampanje i javno zagovaranje u zajednici kako bi se političari na svim nivoima angažovali na zaštiti životne sredine. Započete su i akcije pod nazivom „Lični primer“ kada se predlaže kupovina ekoloških proizvoda i formiranje čitavih ekoloških zajednica koje su resursno nezavisne. Ipak, manji broj grupa opredelio se za ekoterorizam, vid nasilja koji su pravdali kao odgovor na nasilno ponašanje industrijalaca prema prirodi, naročito drvne industrije i industrije ruda i minerala.
Prve izborne strategije nastale su ranih 1970-tih kada su pojavile Zelene stranke na Novom Zelandu, u Australiji i Tasmaniji. Zalagale su se da zaštita životne sredine bude centralna tema javnih politika, a institucije više demokratske, javne i uviđajne. Prvi javni predstavnik ekološkog pokreta u parlamentu je izabran u Švajcarskoj. Vremenom su nastala neslaganja, kakve i kolike kompromise ove stranke smeju da prave sa drugim strankama, pa su se podelile na „izborne“ koje u određene ciljeve žrtvovale i „radikalne“ koju su ostale dosledne ranijoj praksi. Takođe ideja vodilja je bila da se ekološki predstavnici u parlamentu pridržavaju politike stranke, ne stvaraju ličnu karijeru i da se smenjuju rotacijom, ali se ovo izmaklo pokušaju kontrole, naročito pri osvajanju vlasti na bilo kom nivou.
Kasnih 1980-ih ekološki pokret je postao globalan. Neke nevladine organizacije (kao Greenpeace, Friends of the Earth i World Wildlife Fund) uspostavile su svoje međunarodno prisustvo kroz štabove u više zemalja. Započeti su i procesi međunarodne saradnje ekoloških organizacija koji su naročito bitni za nerazvijene zemlje. Sa padom komunističkih režima, zelene stranke su se pojavile i u istočno-evropskim zemljama, ali su imale malo uspeha. Najviše uspeha do sada je imala Zelena stranka Nemačke, koja je imala između 5.6 procenata i 8.4 procenata glasova tokom 1983. i 1987. godine.
Danas su vrednosti ekološkog pokreta implementirane u spoljne odnose, odbranu, socijalnu i ekonomsku politiku mnogih država.